# Béla Lukács (Politiker, 1847)

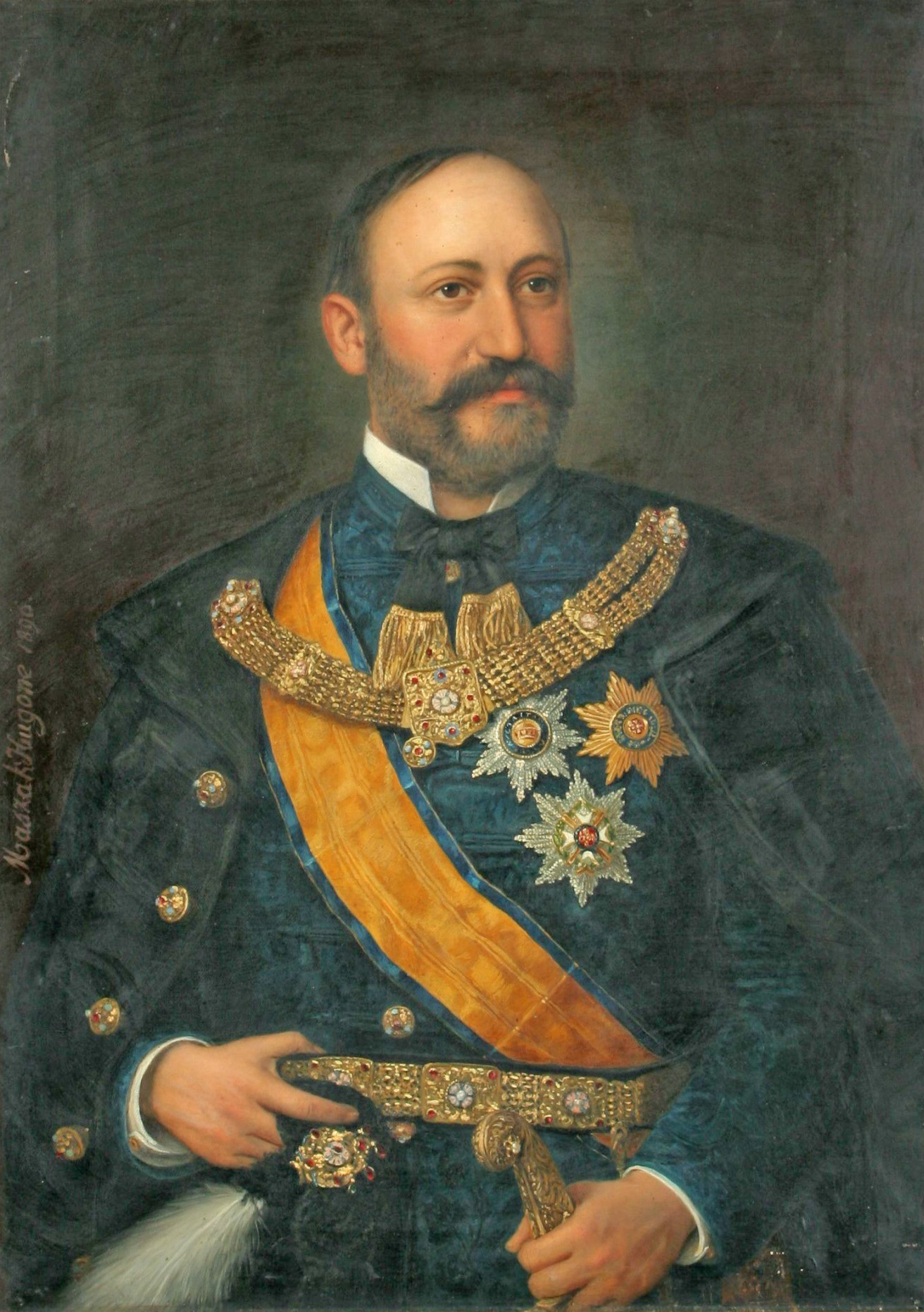
Béla Lukács in Magnatentracht auf einem Gemälde von Miklós Barabás, 1890

Béla Lukács von Erzsébetváros (* 27. April 1847 in Zalatna, Komitat Alsó-Fehér; † 7. Januar 1901 in Budapest) war ein ungarischer Politiker, Schriftsteller und Handelsminister.

## Leben
Béla Lukács wurde in Zalatna (heute Zlatna, Rumänien) in eine ungarische Adelsfamilie mit armenischen Wurzeln geboren. 1848 wurde seine Familie durch rumänische Revolutionäre ermordet, ihm gelang es jedoch zu fliehen. Er besuchte die Schule in Gyulafehérvár, studierte Jura in Budapest und schrieb belletristische, später auch militärische und wirtschaftliche Werke. Nach Abschluss seines Studiums wurde er Beamter in der staatlichen Rechnungskammer und später beim Finanzministerium. 1872 wurde er Reichstagsabgeordneter der Deák-Partei für den Wahlkreis Szamosújvár und 1886 Direktor der königlich Ungarischen Staatsbahnen (MÁV). Ab 1887 wurde er Staatssekretär und nach dem Tod von Gábor Baross 1892 Handelsminister in den Kabinetten von Gyula Szapáry und Sándor Wekerle. Für die Pariser Weltausstellung 1900 war er für die Organisation und Aufbau des ungarischen Pavillons zuständig. Diese außergewöhnliche Belastung resultierte in einem Nervenzusammenbruch, den Lukács in einem mehrmonatigen Sanatoriumsbesuch auskurieren wollte. Als er in den Zeitungen der Korruption bezichtigt wurde, beging er Selbstmord, indem er von der Budapester Franz-Josephs-Brücke (heute Freiheitsbrücke) in die vereiste Donau sprang.